# 日中緑化推進議員連盟
日中緑化推進議員連盟（にっちゅうりょくかすいしんぎいんれんめい）は、自民党の議員連盟。
松岡利勝の公式サイトによれば「何とか中国の森林も生き返らせよう、という運動をバックアップしていくための議連」。

## メンバー
- 会長：
- 事務局次長：
- 常任幹事：
- 小渕優子

## 元メンバー
- 阪上善秀（事務局長・2003年に落選）
- 松岡利勝（会長代理・2007年に死去）
- 松下忠洋（幹事長・2012年に死去）
- 亀井静香（会長・2017年に引退）
- 西川公也（事務局次長・2017年に落選）
- 桜田義孝（常任幹事・2024年に引退）
- 二階俊博（2024年に引退）
- 衛藤征士郎（2024年に落選）

| サブスタブ | この項目は、まだ閲覧者の調べものの参照としては役立たない、書きかけの項目です。この項目を加筆・訂正などしてくださる協力者を求めています。このテンプレートは分野別のサブスタブテンプレートやスタブテンプレート（Wikipedia:分野別のスタブテンプレート参照）に変更することが望まれています。 |